# Brama Poboczna w Krakowie
Brama Poboczna (właściwie Porta Lateranea) – furta poboczna w murze obronnym miasta znajdująca się niegdyś po południowej stronie ulicy Kanoniczej 25 w Krakowie, u samego podnóża Wawelu, gdzie kończył się mur obronny. 
Wawel początkowo nie był połączony murami z Krakowem, dopiero gdy mury miejskie połączono z zamkiem, u podnóża wzgórza wzniesiono dwie bramy: Grodzką i Porta Laterana, która to pozwalała przedostać się poza mury, nad Wisłę. Nazwa, pod którą jest znana w źródłach historycznych jako brama ukształtowała się w XVII wieku. Była jedną z ośmiu krakowskich bram miejskich obok floriańskiej, sławkowskiej, grodzkiej, wiślnej, szewskiej, mikołajskiej-rzeźniczej (tzw. Brama na Gródku), nowej.